# Třída S 13
Třída S 13 byla třída torpédoborců německé Kaiserliche Marine z období první světové války. V Německu byly kategorizovány jako velké torpédové čluny. Celkem bylo postaveno dvanáct jednotek této třídy. Společně představovaly jednu flotilu torpédoborců. Německé námořnictvo je provozovalo od roku 1912. Sedm jich bylo ztraceno a osmý neopravitelně poškozen za světové války. Jeden torpédoborec byl roku 1919 předán Velké Británii a sešrotován. Zbývající tři převzala poválečná německá Reichsmarine a poslední aktivní jednotku S 23 následně i Kriegsmarine. Plavidlo přečkalo druhou světovou válku a roku 1946 bylo předáno Sovětskému svazu.

## Stavba
Německé námořnictvo v programu pro rok 1912 objednalo stavbu flotily dvanácti torpédoborců. Společně s plavidly tříd G 7 a V 1 patřily se skupině menších torpédoborců objednaných ve fiskálních letech 1911–1912. Všechny si byly velmi podobné. Po nich se námořnictvo opět vrátilo k větším plavidlům. Jejich kýly byly založeny roku 1911 v loděnici Schichau-Werke v Elbingu. Do služby byly přijaty v letech 1912–1913.
Jednotky třídy S 13:
| Jméno | Zahájení stavby | Spuštění na vodu | Zařazena do služby | Status |
| ----- | --------------- | ---------------- | ------------------ | --- |
| S 13  | 1911            | 7. prosince 1911 | červenec 1912      | Dne 6. listopadu 1914 byl v Severním moři potopen explozí vlastních torpéd. |
| S 14  | 1911            | 2. března 1912   | listopad 1912      | Dne 19. února 1915 v ústí řeky Jade potopen vnitřní explozí. Vyzvednut a sešrotován. |
| S 15  | 1911            | 23. března 1912  | listopad 1912      | Dne 21. srpna 1917 u pobřeží Flander vážně poškozen minou. Vyškrtnut. |
| S 16  | 1911            | 20. dubna 1912   | říjen 1912         | Dne 20. ledna 1918 v Severním moři potopen minou. |
| S 17  | 1911            | 22. června 1912  | prosinec 1912      | Dne 16. května 1917 v Severním moři potopen minou. |
| S 18  | 1911            | 10. srpna 1912   | leden 1913         | Vyškrtnut 1931. |
| S 19  | 1911            | 17. října 1912   | březen 1913        | Vyškrtnut 1931. |
| S 20  | 1911            | 4. prosince 1912 | listopad 1913      | Dne 5. června 1917 u pobřeží Flander potopen britským lehkým křižníkem HMS Centaur. |
| S 21  | 1911            | 11. ledna 1913   | červen 1913        | Dne 21. dubna 1915 byl rozpůlen a potopen při srážce s lehkým křižníkem SMS Hamburg. |
| S 22  | 1911            | 15. února 1913   | červenec 1913      | Dne 26. března 1916 v Severním moři potopen minou. |
| S 23  | 1911            | 29. března 1913  | listopad 1913      | Od roku 1932 cvičná loď T23. Roku 1939 přejmenován na T123. Od dubna 1939 sloužil jako řídící plavidlo Komet pro dálkově ovládanou cílovou loď Hessen. Roku 1946 předán sovětskému námořnictvu. Cílové plavidlo Hessen předáno jako Cel. |
| S 24  | 1911            | 28. června 1913  | srpen 1913         | Po válce předán Velké Británii. Ztroskotal, na místě sešrotován. |

## Konstrukce

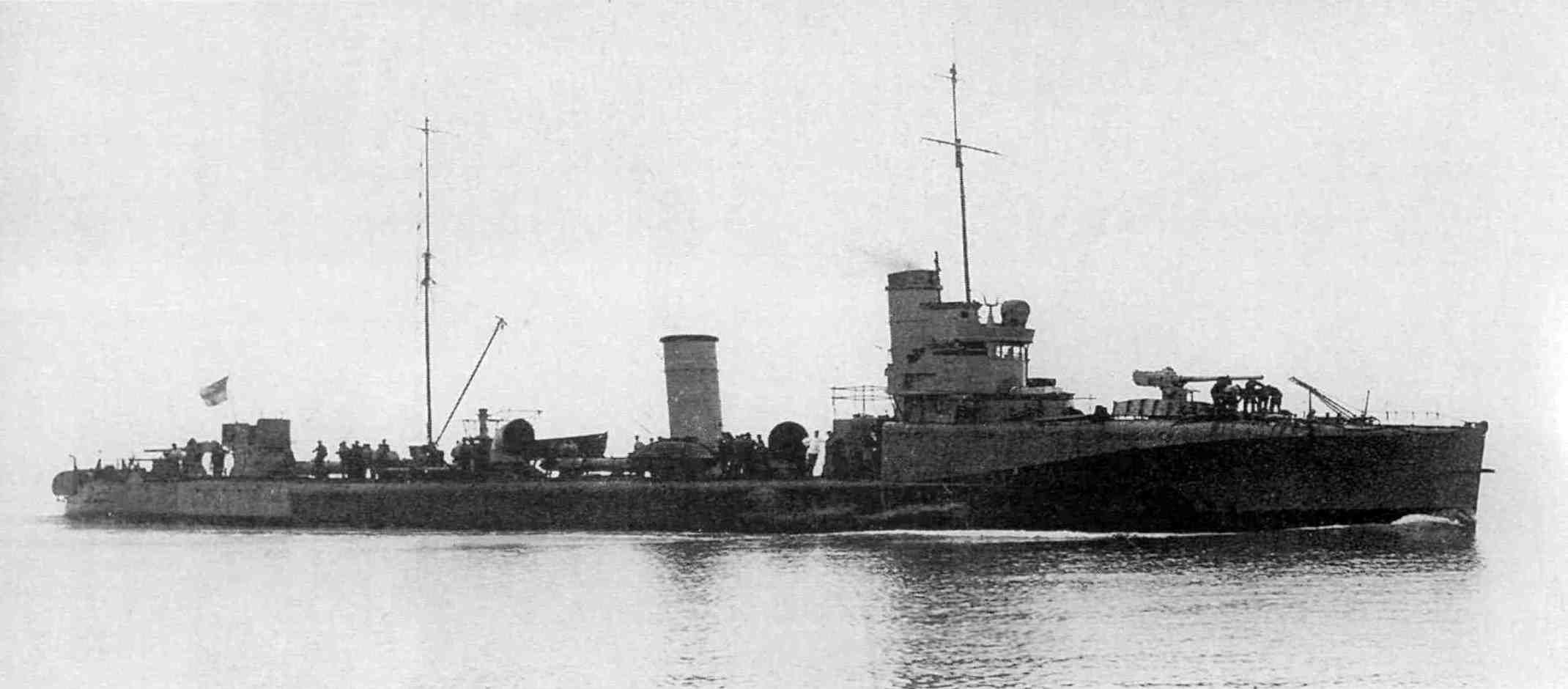
SMS S 18

Hlavní výzbroj představovaly dva 88mm kanóny SK L/30 C/08, čtyři jednohlavňové 500mm torpédomety a až osmnáct námořních min. Pohonný systém tvořily čtyři kotle Marine a dvě parní turbíny Schichau o výkonu 15 700 hp, pohánějící dva lodní šrouby. Měly dva komíny. Neseno bylo 108 tun uhlí a 72 tun topného oleje. Nejvyšší rychlost dosahovala 32,5 uzlu. Dosah 1050 námořních mil při rychlosti sedmnáct uzlů.

### Modernizace

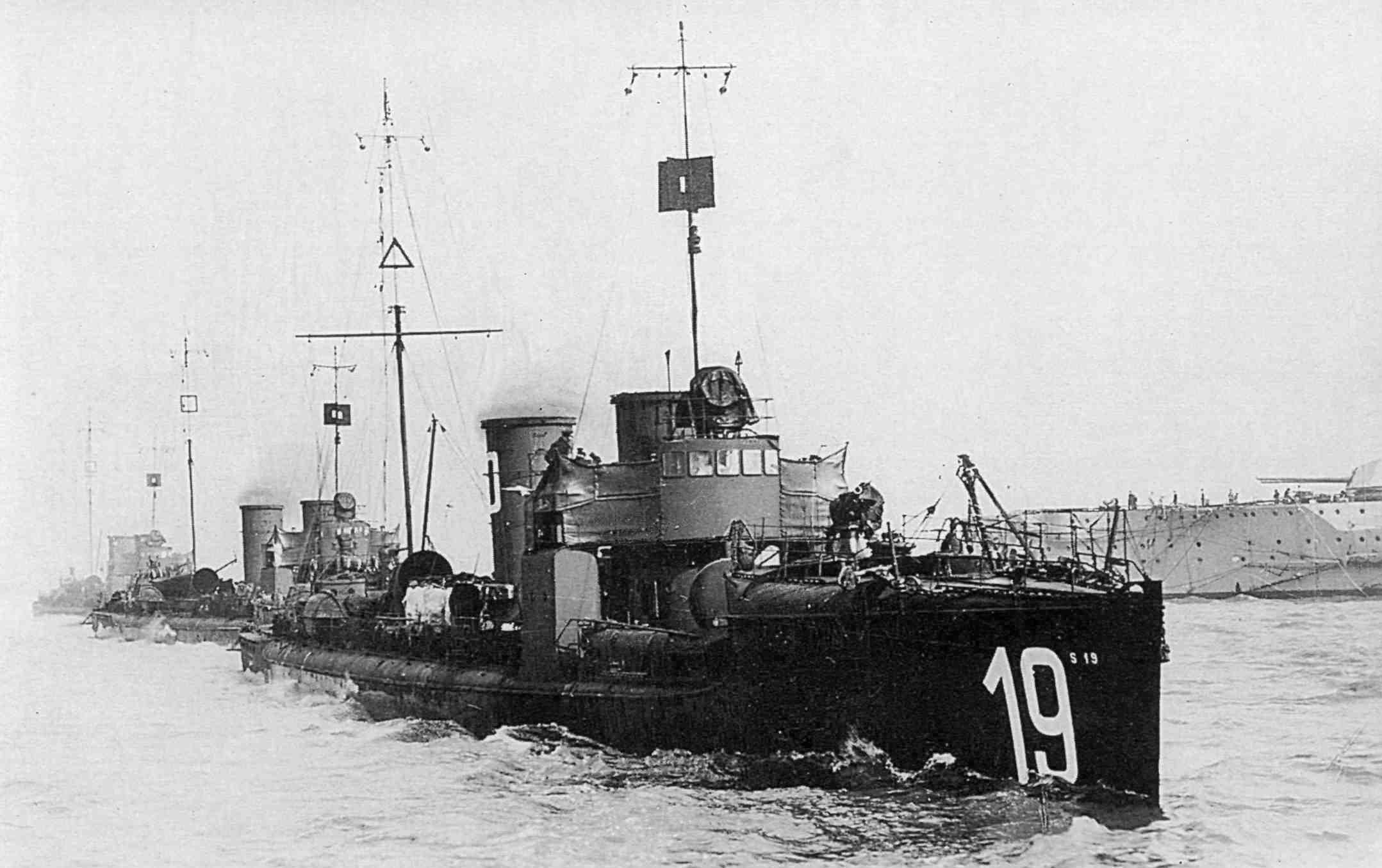
SMS S 19

Roku 1916 byly torpédoborce S15–S20, S23 a S24 přezbrojeny dvěma 88mm kanóny TK L/45 C/14.
Roku 1917 byly torpédoborce S15, S18, S23 a S24 přezbrojeny dvěma 105mm kanóny TK L/45 C/16.
V letech 1921–1922 proběhla modernizace přeživších torpédoborců. Jejich výzbroj tvořily dva 105mm/42 kanóny SK C/06 a dva 500mm torpédomety. Původní kotle nahradily tři nové, spalující uhlí a topný olej (neseno bylo 156 a 80 tun). Nejvyšší rychlost mírně poklesla na 31,5 uzlu. Dosah plavidel byl 1800 námořních mil při rychlosti sedmnáct uzlů. Plavidla měla standardní výtlak 660 tun a plný 775 tun.
V letech 1921–1923 byly přeživší německé torpédoborce (S 18, S 19 a S 23) znovu modernizovány. Odstraněny byly dva torpédomety. Standardní výtlak narostl na 650 tun a plný na 749 tun. Instalovány byly tři nové kotle, pro které bylo neseno 146 tun uhlí a 71 tun topného oleje. Dosah byl 1700 námořních mil při rychlosti sedmnáct uzlů.